# Croton rivularis
Croton rivularis är en törelväxtart som beskrevs av Johannes Müller Argoviensis. Croton rivularis ingår i släktet Croton och familjen törelväxter. Inga underarter finns listade i Catalogue of Life.